# Курикша
Курикша — река в России, протекает в Республике Карелия. Впадает в озеро Выгозеро. Длина реки составляет 11 км.

## Данные водного реестра
По данным государственного водного реестра России относится к Баренцево-Беломорскому бассейновому округу, водохозяйственный участок реки — бассейн озера Выгозеро до Выгозерского гидроузла, без реки Сегежа до Сегозерского гидроузла. Речной бассейн реки — бассейны рек Кольского полуострова и Карелии, впадает в Белое море.
Код объекта в государственном водном реестре — 02020001212102000005639.